# 湘南市民コール
湘南市民コール（しょうなんしみんコール）は、神奈川県藤沢市を本拠とする日本の合唱団である。1952年創立。現在の常任指揮者は清水敬一。ボイストレーナーは河野克典、浅野深雪。

## 概要
1952年1月12日に創立。同年8月17日に第1回定期演奏会を開催。1959年、関屋晋が常任指揮者に就任。1970年に第23回全日本合唱コンクール全国大会で銀賞を受賞して以降、1977年まで毎年全国大会に出場。
2005年4月9日に常任指揮者の関屋が逝去。同年4月23日に関屋の弟子に当たる清水敬一が常任指揮者に就任し、現在に至る。
年一回の定期演奏会を行う他は「晋友会合唱団」の主力団体として、オーケストラとの共演を主に活動している。また地元神奈川県や、藤沢市の合唱祭などの参加や、藤沢市で隔年に行われる「藤沢市民オペラ」に参加するなど、地域に根ざした活動も行っている。

## 受賞歴
- 1970年11月23日 - 第23回全日本合唱コンクール全国大会 銀賞
- 1971年11月23日 - 第24回全日本合唱コンクール全国大会 銀賞
- 1972年11月23日 - 第25回全日本合唱コンクール全国大会 銀賞
- 1973年11月23日 - 第26回全日本合唱コンクール全国大会 銀賞
- 1974年11月23日 - 第27回全日本合唱コンクール全国大会 銀賞
- 1975年11月23日 - 第28回全日本合唱コンクール全国大会 金賞・カワイ賞・神戸市長賞
- 1976年11月23日 - 第29回全日本合唱コンクール全国大会 銀賞
- 1976年11月3日 - 第25回神奈川文化賞受賞
- 1977年11月20日 - 第30回全日本合唱コンクール全国大会 銀賞
- 1979年5月22日 - ヴァルナ国際合唱コンクール（ブルガリア）一般の部 第2位

## ボイストレーナー
- 河野克典
- 浅野深雪

## ディスコグラフィ
一般に発売されているCDについて記述する。
- 信長貴富編曲　無伴奏合唱作品集「ノスタルジア」
指揮：清水敬一
2004年3月21日 北とぴあ さくらホールにて録音
Giovanni Records GCCS 10401
- 湯山昭作曲「湯山昭作品集」
指揮：湯山昭、ピアノ：大久保洋子
1983年5月21,28日 平塚市民公会堂にて録音
ビクターエンタテインメント VICG-60155
- 木下牧子作曲混声合唱組曲「ティオの夜の旅」
指揮：関屋晋、ピアノ：土屋律子
1994年5月29日、パルテノン多摩にて録音
東芝EMI（現・EMIミュージック・ジャパン ）TOCZ-9291
- 高嶋みどり「かみさまへの手紙」より
指揮：関屋晋、ピアノ：高島菜穂子
BMGビクター（現・Ariola Japan） CHOR-1004
- 木下牧子作曲「44羽のべにすずめ」「祝福」
指揮：関屋晋
BMGビクター CHOR-1009